# Torre dos Clérigos
A Torre dos Clérigos (a "Klerikusok Tornya") gránit óratorony a portugáliai Porto történelmi központjában, amely a világörökség része. Sokak számára Porto jelképe. Az Igreja dos Clérigos, a klerikusok temploma mellett áll és azért a "klerikusok tornya", mert az építését a papok finanszírozták.
1754 és 1763 között épült barokk stílusban, tervezője az olasz Nicolau Nasoni volt. Szintén Nasoni tervezte a Freixo palotát és a Misericordia templomot Portóban, illetve a Mateus palotát Vila Realban.
A torony hatemeletes, 76 méter magas, és a tetejére 225 lépcső vezet.